# Marguerite Beaufort (1437-1474)
Pour les articles homonymes, voir Marguerite Beaufort, Maison de Beaufort et Beaufort.
Marguerite Beaufort (v. 1437 – 1474) est la fille d'Edmond Beaufort, 1er duc de Somerset, et d'Éléonore de Beauchamp. Ses grands-parents maternels sont Richard de Beauchamp, 13e comte de Warwick, et sa première épouse Élisabeth de Berkeley.

## Mariages
Marguerite a d'abord été mariée à Humphrey Stafford, comte de Stafford. Il est le fils aîné et futur héritier de Humphrey Stafford, 1er duc de Buckingham, par sa femme Anne Neville. Anne était la fille de Ralph Neville, 1er comte de Westmorland, et de sa seconde épouse, Jeanne Beaufort, fille cadette de Jean de Gand et de sa maîtresse et troisième épouse Katherine Swynford. Marguerite n'a qu'un seul enfant connu de son premier mariage : Henry Stafford, plus tard 2e duc de Buckingham, (4 septembre 1455 – 2 novembre 1483). 
Le père de Marguerite dirige les forces fidèles à la Maison de Lancastre lors de la bataille de St Albans le 22 mai 1455 contre son principal rival, Richard Plantagenêt, 3e duc d'York. Accompagné de son gendre le comte de Stafford, le duc de Somerset est tué. Stafford est quant à lui grièvement blessé et Marguerite ne peut plus compter sur le soutien financier paternel lorsque son mari décède de la peste trois ans plus tard.
Marguerite se remarie avec Richard Dayrell. Ils ont au moins un enfant : Margaret Dayrell, qui épouse James Tuchet, 7e baron Audley.